# Тула-ЩёкиноАзот
«Тула-ЩёкиноАзот» — баскетбольный клуб из Тульской области. В сезоне 2008/09 выступал в Высшей лиге А, где по итогам соревнований занял второе место и получил право выступать в Суперлиге Б. Но из-за финансовых проблем сезон 2009/10 клуб начал в 1-й лиге зона «Чернозёмье». В сезоне 2010/2011 — победитель финального этапа Первенства России по баскетболу среди мужских команд Первой лиги (дивизион «Черноземье»).